# الصحة في الصومال

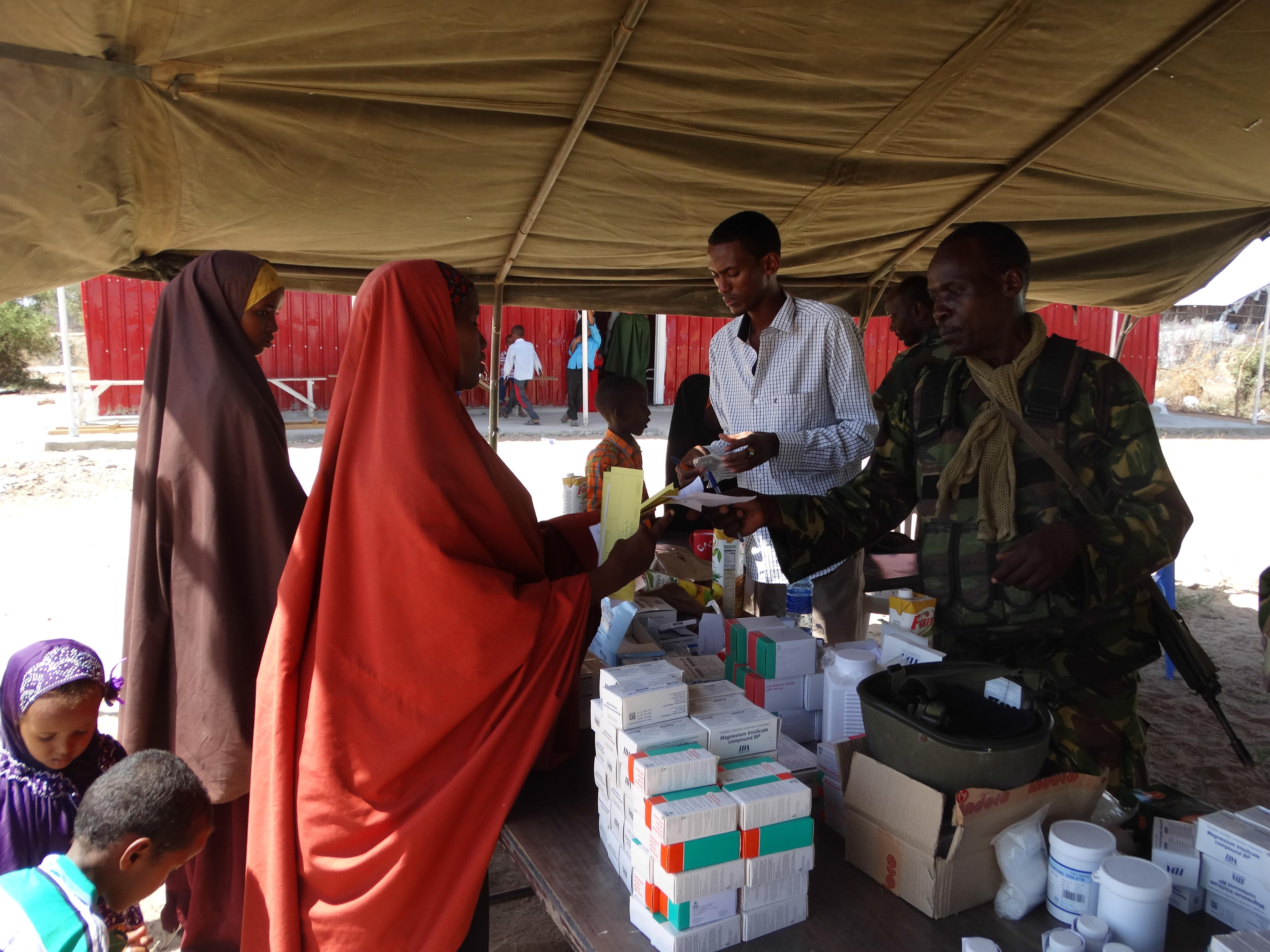
محافظ منطقة دوبلي الشيخ سياد محمد حسن يتحدث خلال المعسكر الطبي الذي أقامته قوات قوات الدفاع الكينية التابعة لبعثة الاتحاد الأفريقي في الصومال في دوبلي.

تعد المشاكل المتعلقة بالصحة الإنجابية في الصومال من أهم العقبات والمشاكل التي تواجه المنظمات الصحية العاملة في الصومال وعلى رأسها اليونسيف. ويأتي على رأس هذه العقبات ارتفاع نسبة الوفيات بين السيدات في سن الإنجاب وكذلك ارتفاع نسبة الوفيات بين الأطفال حديثي الولادة لأسباب عدة يأتي على رأسها الجفاف وعدوى الجهاز التنفسي والملاريا.

## صحة المواليد
يبلغ معدل المواليد في الصومال 43.7 مولود لكل 1,000 نسمة وهو واحد من أشد المعدلات ارتفاعا على مستوى العالم حيث تحتل الصومال المرتبة السابعة على مستوى العالم ويرجع ذلك لارتفاع معدل الخصوبة بالبلاد وهو الخامس عالميا والرابع أفريقيا إذ يبلغ نسبته 6.25 طفل لكل امرأة في سن الإنجاب، وبالرغم من الارتفاع الشديد في معدل المواليد إلا أنه قابله ارتفاع مماثل في نسبة الوفيات للبالغين وكذلك نسبة الوفيات بين الأطفال حديثي الولادة، حيث يصل معدل الوفيات للبالغين 15.55 حالة وفاة لكل 1,000 نسمة تحتل بها الصومال المركز العشرين على مستوى العالم بينما ترتفع هذه النسبة بين الأطفال حديثي الولادة (أقل من عمر السنة الواحدة) إلى 109.19 حالة وفاة لكل 1,000 مولود حي وهي نسبة شديدة الارتفاع والخطورة، تحتل بها الصومال المركز السادس على مستوى العالم والخامس على مستوى القارة الإفريقية، وهي دليل على تردي واضح لحالة القطاع الصحي بالبلاد؛ ويبلغ متوسط عمر الفرد في الصومال 49.63 سنة.

## الأمراض
تمتلك الصومال واحدا من أقل معدلات الإصابة بفيروس نقص المناعة المكتسبة (HIV) على مستوى القارة الإفريقية كلها، ويرجع هذا لتمسك الشعب الصومالي بالعادات الإسلامية القويمة، حيث قدر معدل الإصابة في الصومال عام 1987، أي نفس العام الذي تم فيه اكتشاف أول حالة مرضية في الصومال، بنسبة 1% من تعداد السكان البالغين في ذلك الوقت، في حين أظهرت الإحصائيات الحديثة نسبة أقل من هذه حيث تراجعت نسبة الإصابة إلى 0.5% فقط من إجمالي تعداد السكان البالغين وهي نسبة تضع الصومال في المرتبة السادسة والسبعين على مستوى العالم. ويبلغ جملة المرضى الأحياء المصابين بفيروس نقص المناعة المكتسبة 24,000 مريض كما يبلغ عدد الوفيات السنوية الناتجة عن الإصابة بالمرض 1,600 حالة وذلك وفقا لإحصائيات عام 2007.
وتعد الصومال من دول المنطقة الحمراء بالنسبة للأمراض المعدية وذلك لارتفاع نسبة الإصابة فيها. وتعد أكثر الأمراض انتشارا والناتجة عن الطعام والشراب الملوث هي: الإسهال الناتج عن الإصابات الأوالية والبكتيرية والتهاب الكبد الوبائي أ والتهاب الكبد الوبائي هـ والتيفود، بينما تعد أمراض حمى الضنك والملاريا وحمى الوادي المتصدع من أكثر الأمراض انتشارا ويرجع ذلك لانتشار الحشرات الناقلة لها، كما تكثر الإصابة بأمراض البلهارسيا والسعار عند التعرض المباشر للمياه، عن طريق السباحة خاصة في مياه الترع والأنهار الراكدة، والحيوان، عند تعرض المصاب للعقر بواسطة الحيوان، على الترتيب.
تقدر نسبة الأسرة في الصومال بحوالي 0.4 سرير لكل 1,000 نسمة، وفقا لإحصائيات من عام 1997، تحتل بهم الصومال المركز الثالث والثمانين بعد المائة على مستوى العالم.